# RD-0124
RD-0124는 러시아 프로그레스사가 개발한 단계식 연소 사이클로 공급하는 RP-1 연료의 진공추력 30톤 로켓엔진이다. 진공추력 7.5톤 엔진을 4개 묶었다. 소유스 로켓과 앙가라 로켓에 사용된다. 오랫동안 소유스 로켓 2단에 사용되어 유명한 RD-110의 신형이다.
RD-0124는 구소련 시절 개발되어 대량 생산이 시작된 최초의 러시아제 엔진이며, 국제 위원회 심의를 통과한 최초의 러시아제 액체 로켓 엔진이다. 경제성에서 세계 기록을 갖고 있는 독창적인 제품으로, 제작기간만 15년 이상이 소요되었다.
이전의 RD-0110는 미국도 보유한 기술인 가스발생기 사이클 RP-1 엔진이다. RD-0124는 미국이 보유하지 못한 단계식 연소 사이클 RP-1 엔진이다. 매우 고효율이어서 경제성이 높다.

## 대한민국
2017년 6월, 한국 항우연은 단계식 연소 사이클 추력 8톤 엔진을 개발해 연소시험을 하고 있다. 4개를 묶으면 RD-0124와 비슷할 것으로 기대된다. 항우연 홍보실이 제공한 뉴스기사에서는 RD-0124 엔진 사진을 싣고 있다.

## 버전
- RD-0124 (GRAU Index 14D23). 소유스-2-1b, 소유스-2-1v Blok-I의 2단에 사용한다. 소련이 멸망하고 러시아가 건국한 이후 설계된 최초의 액체로켓 엔진이다.
- RD-0124A. 앙가라 로켓 URM-2에 사용한다. 기본형 보다 연소시간이 길어졌으면서, 무게는 24 kg 가벼워졌다.
- RD-0124DR. 2008년부터 2013년 사이에, 소유스-2-3 개발을 위해 개발되었다. 프리버너와 연소실을 재설계해 추력을 조절할 수 있게 되었다.
- RD-0125A. RD-0124A의 1개 노즐 버전이다. 앙가라 로켓 URM-2의 업그레이드형이다. 엔진 2개를 묶어서 사용할 수 있다. 그러면 발사체의 성능이 높아지고 발사비용은 줄어든다. 앙가라 1.2가 아니라 대형인 앙가라-5의 URM-2에만 사용될 것이다.

## 같이 보기
- KARI 30톤급 로켓엔진 - 한국의 Jet A-1 진공추력 30톤 로켓엔진. 진공추력 7.5톤 엔진을 4개 묶은 것이 아니라 노즐이 1개이며, 가스발생기 사이클을 사용한다.